# Ding Jinhui
Dans ce nom, le nom de famille, Ding, précède le nom personnel.
Ding Jinhui, (en chinois : 丁锦辉), né le 27 octobre 1990 à Zhejiang en Chine, est un joueur de basket-ball chinois, évoluant au poste de pivot.